# Via verda de la Terra Alta

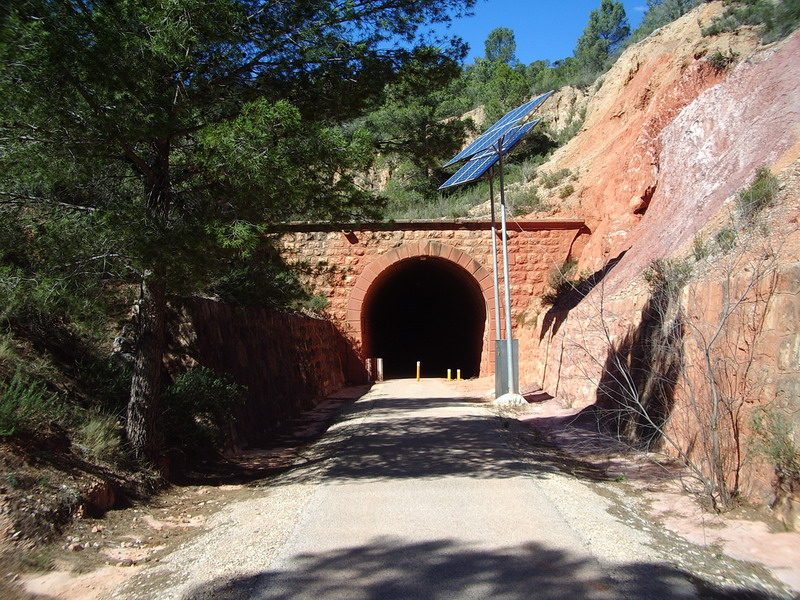
Túnel a la Via Verda de la Terra Alta amb una instal·lació fotovoltaica.

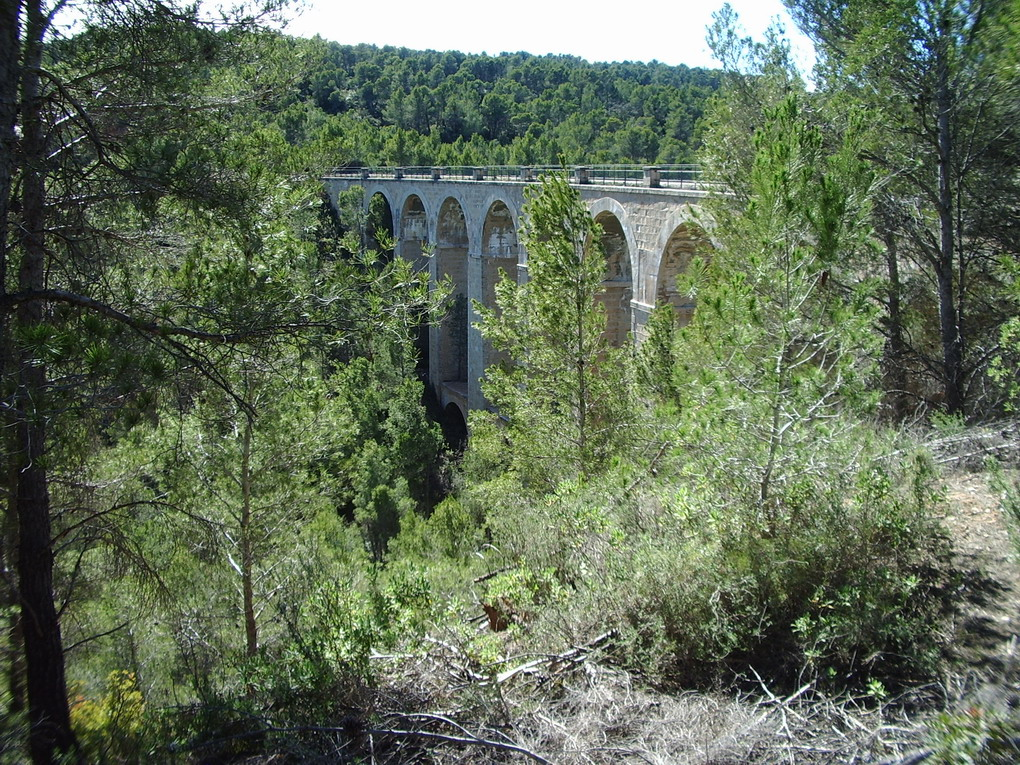
Viaducte a la Via Verda de la Terra Alta.

La Via verda de la Terra Alta aprofita el tram a la comarca de la Terra Alta de l'antic traçat del Ferrocarril del Val de Zafán, i recorre espectaculars paratges entorn de la Serra de Pàndols i el parc natural dels Ports de Tortosa-Beseit. La Terra Alta és un territori agrest situat al sud de Catalunya i deixa pas als 25,8 quilòmetres de via verda del Baix Ebre que va des del Pinell de Brai fins a Tortosa.
Amb un recorregut de 23,6 quilòmetres la via verda de la Terra Alta transcorre pels termes municipals d'Arnes, Horta de Sant Joan, Bot, Prat de Comte i el Pinell de Brai.
Parades imprescindibles:
Pont de l'Arc, entre Horta de Sant Joan i Bot, es tracta del segon viaducte més gran de l'Estat construït amb pedra, amb certa curvatura i peralt pronunciat.
La Fontcalda, entre Bot i el Pinell de Brai, és un conjunt d'edificis que acompanyen el Santuari de la Fontcalda, en una zona de fonts termals. La seva ubicació està dins d'un paratge natural de gran bellesa i construccions geològiques quasi úniques al món, que destaquen per la disposició vertical dels sediments.
El riu Canaletes, que solca gran part del camí al costat de la via, convida a un bany amb el bon temps.
A la població de Bot, han de visitar-se (malauradament no són visitables interiorment):
1. L'antic celler cooperatiu, reformat a principis de segle per l'arquitecte Cèsar Martinell (deixeble d'Antoni Gaudí).
2. La Casa Paladella, impressionant casa pairal de les més imponents dels voltants amb gairebé 2.000 m² construïts, sobresortint la seva façana principal de carreus i la seva gran portalada d'accés.